# Episodi di Glee (seconda stagione)
La seconda stagione della serie televisiva Glee, composta da 22 episodi, è stata trasmessa sul canale statunitense Fox dal 21 settembre 2010 al 24 maggio 2011.
In Italia la seconda stagione è stata trasmessa in prima visione assoluta dal 2 dicembre 2010 al 2 giugno 2011 su Fox di Sky Italia. In chiaro, la seconda stagione è stata trasmessa a partire dal 12 ottobre 2011 su Italia 1. Dall'episodio Gioco di squadra, gli episodi vengono trasmessi a distanza di 48 ore in versione originale sottotitolata e la settimana seguente doppiati in italiano.
Naya Rivera, Heather Morris e Mike O'Malley che interpretano rispettivamente Santana Lopez, Brittany Pierce e Burt Hummel sono stati promosse a regular da questa stagione. Harry Shum Jr. che interpreta Mike Chang appare in tutti gli episodi ma viene accreditato ancora come guest star.
In questa stagione si aggiungono come guest star con ruolo ricorrente: Chord Overstreet nel ruolo di Sam Evans, Darren Criss nel ruolo di Blaine Anderson, Dot-Marie Jones nel ruolo del coach Shannon Beiste, Ashley Fink con il ruolo di Lauren Zizes e Max Adler nel ruolo di Dave Karofsky.
Appaiono come special guest star: Britney Spears, che interpreterà se stessa, Gwyneth Paltrow nel ruolo della supplente Holly Holliday, Kristin Chenoweth, che riprenderà il ruolo di April Rhodes, Katie Couric che interpreterà se stessa, Jonathan Groff, che riprenderà il ruolo di Jesse St. James, Cheyenne Jackson nel ruolo del vocal coach Dustin Goolsby e Charice Pempengco nel ruolo di Sunshine Corazon e Patti LuPone nel ruolo di se stessa.

Logo della serie televisiva

| nº | Titolo originale           | Titolo italiano            | Prima TV USA      | Prima TV Italia  |
| -- | -------------------------- | -------------------------- | ----------------- | ---------------- |
| 1  | Audition                   | Audizioni                  | 21 settembre 2010 | 2 dicembre 2010  |
| 2  | Britney/Brittany           | Britney/Brittany           | 28 settembre 2010 | 2 dicembre 2010  |
| 3  | Grilled Cheesus            | Santo panino               | 5 ottobre 2010    | 9 dicembre 2010  |
| 4  | Duets                      | Sfida a coppie             | 12 ottobre 2010   | 16 dicembre 2010 |
| 5  | The Rocky Horror Glee Show | The Rocky Horror Glee Show | 26 ottobre 2010   | 23 dicembre 2010 |
| 6  | Never Been Kissed          | Il primo bacio             | 9 novembre 2010   | 6 gennaio 2011   |
| 7  | The Substitute             | La supplente               | 16 novembre 2010  | 13 gennaio 2011  |
| 8  | Furt                       | Furt                       | 23 novembre 2010  | 20 gennaio 2011  |
| 9  | Special Education          | Nuove direzioni            | 30 novembre 2010  | 27 gennaio 2011  |
| 10 | A Very Glee Christmas      | Buon Natale                | 7 dicembre 2010   | 3 febbraio 2011  |
| 11 | The Sue Sylvester Shuffle  | Gioco di squadra           | 6 febbraio 2011   | 14 febbraio 2011 |
| 12 | Silly Love Songs           | Stupide canzoni d'amore    | 8 febbraio 2011   | 17 febbraio 2011 |
| 13 | Comeback                   | Tornare in cima            | 15 febbraio 2011  | 24 febbraio 2011 |
| 14 | Blame It on the Alcohol    | Per un bicchiere di troppo | 22 febbraio 2011  | 10 marzo 2011    |
| 15 | Sexy                       | Sexy                       | 8 marzo 2011      | 17 marzo 2011    |
| 16 | Original Song              | La nostra canzone          | 15 marzo 2011     | 21 aprile 2011   |
| 17 | A Night of Neglect         | La notte dei negletti      | 19 aprile 2011    | 28 aprile 2011   |
| 18 | Born This Way              | Born This Way              | 26 aprile 2011    | 5 maggio 2011    |
| 19 | Rumours                    | Pettegolezzi               | 3 maggio 2011     | 12 maggio 2011   |
| 20 | Prom Queen                 | Il ballo                   | 10 maggio 2011    | 19 maggio 2011   |
| 21 | Funeral                    | Dirsi addio                | 17 maggio 2011    | 26 maggio 2011   |
| 22 | New York                   | New York                   | 24 maggio 2011    | 2 giugno 2011    |

## Audizioni
- Titolo originale: Audition
- Diretto da: Brad Falchuk
- Scritto da: Ian Brennan

### Trama
Al termine delle vacanze estive e dopo la dura sconfitta alle regionali, i ragazzi tornano a scuola e trovano alcune novità: il preside Figgins ha deciso di tagliare molti fondi a Sue e a Will per finanziare maggiormente la squadra di football, allenata dalla nuova docente Shannon Beiste, una donna giunonica e mascolina. L'insegnante di spagnolo e l'allenatrice dei Cheerios si alleano per cacciarla.
Tina ed Artie si sono lasciati durante l'estate perché la ragazza è caduta tra le braccia dell'altro membro del Glee Club Mike Chang. Artie vuole a tutti i costi riconquistarla, così chiede aiuto a Finn per entrare nella squadra di football in modo da risultare più popolare agli occhi di Tina. La nuova allenatrice, vedendo un paraplegico che chiede di entrare nella squadra, pensa sia uno scherzo e caccia il quarterback.
Il Glee club cerca nuovi membri ma nessuno vuole fare l'audizione, perciò i ragazzi tentano di convincere gli altri studenti tramite un'esibizione pubblica nella quale cercano di pubblicizzare il fatto che le nazionali si terranno a New York. Solo due ragazzi in tutto il corpo studentesco si mostrano interessati: Sam Evans, un ragazzo molto carino e dislessico, e Sunshine "Sunny" Corazon, una ragazza filippina.
Finn tenta di convincere il primo e sembra quasi di esserci riuscito ma fa parte della squadra di football e, avendo visto come il nuovo allenatore tratta i membri del Glee Club, declina l'offerta soffiandogli il posto di quarterback.
Rachel tenta di convincere invece la ragazza asiatica a sostenere l'audizione ma, dopo aver sentito la sua voce, teme che possa entrare in competizione con lei e addirittura surclassarla, prendendo il suo posto come cantante principale del Club. Per depistarla quindi le dà l'indirizzo dell'Auditorium errato di proposito e la ragazza finisce in un centro pieno di drogati. Quando Rachel confessa l'accaduto gli altri Glee kids si dimostrano delusi e contrariati e s'arrabbiano con lei perché Sunshine avrebbe potuto aiutarli a vincere le nazionali contro i Vocal Adrenaline; Rachel tenta quindi di riconquistare la fiducia della ragazza convincendola a fare l'audizione. Sunshine mette in mostra il suo spaventoso talento e tutti l'accolgono a braccia aperte.
Sue e Will intanto tentano in tutti i modi di costringere la Beiste a licenziarsi ma Will, vedendo i pesanti insulti rivolti alla donna da Sue, si pente e riesce a salvare il posto di lavoro dell'allenatrice in una imbarazzante riunione tra Figgins, Sue, Brittany, la Beiste e Shuester. Sue per ripicca però avvisa il nuovo allenatore dei Vocal Adrenaline Dustin Goolsby del grande talento di Sunny che la soffia alle Nuove Direzioni tramite vari regali. Tutti se la prendono con Rachel e solo Finn dimostra di esserle vicino.
- Guest star: Chord Overstreet (Sam Evans), Charice Pempengco (Sunshine Corazon), Dot-Marie Jones (Shannon Beiste), Cheyenne Jackson (Dustin Goolsby), Iqbal Theba (Preside Figgins), Josh Sussman (Jacob Ben Israel), Dustin Ingram (Ragazzo della pizza), James Earl (Azimio), Max Adler (Dave Karofsky), Harry Shum Jr. (Mike Chang).
- Ascolti USA: telespettatori 12.450.000[1]

## Britney/Brittany

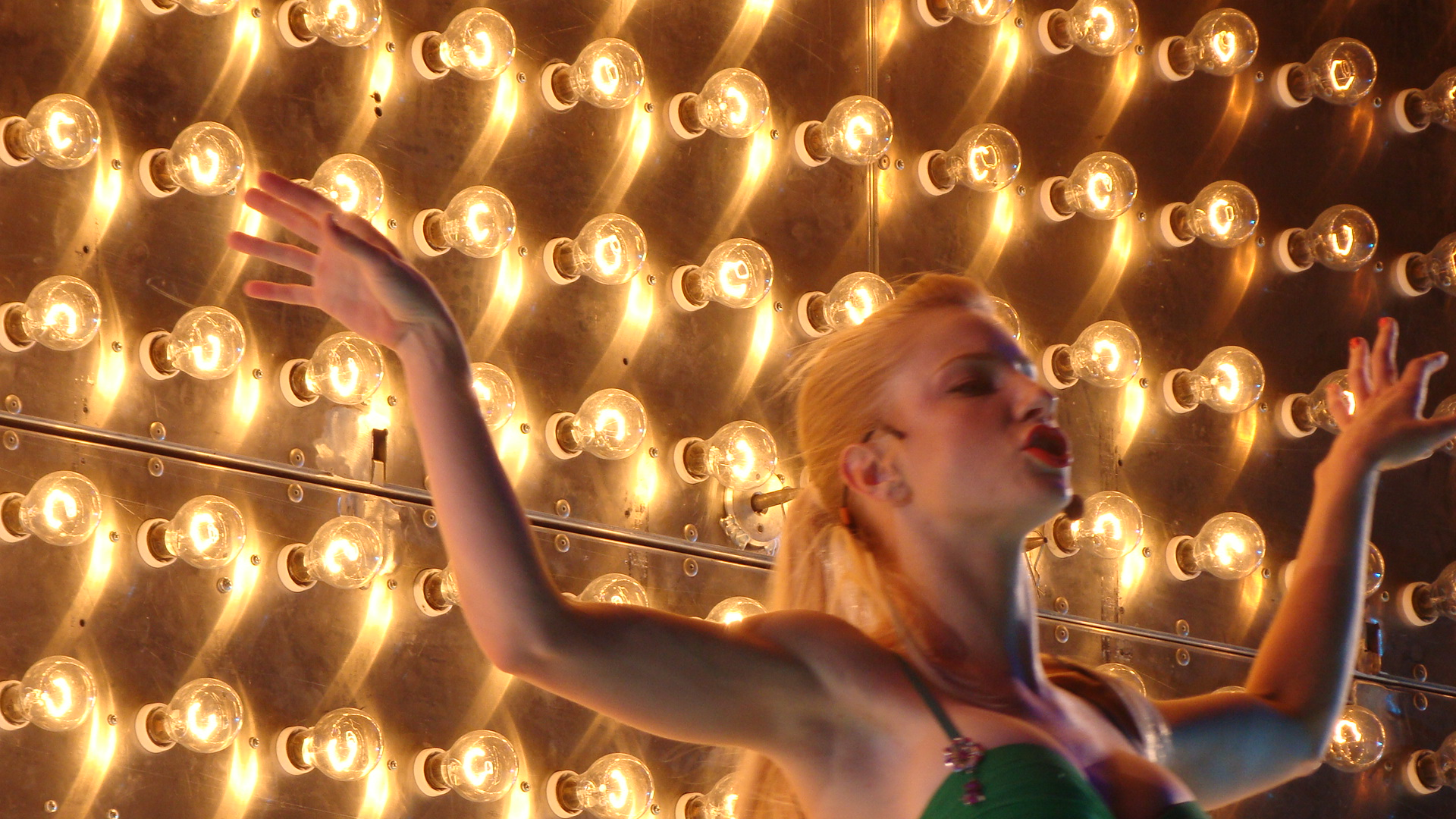
Heather Morris, interprete di Brittany, si esibisce in I'm a Slave 4 U a Manchester.

- Titolo originale: Britney/Brittany
- Diretto da: Ryan Murphy
- Scritto da: Ryan Murphy

### Trama
I ragazzi del Glee Club, primo fra tutti Kurt, si mostrano interessati a reinterpretare brani di Britney Spears. Will vorrebbe che i ragazzi si concentrassero maggiormente sulla musica soft contemporanea poiché ritiene che la cantante non sia un buon esempio per i giovani. Brittany sostiene di avere un trauma riguardo a Britney poiché il suo secondo nome è Susan ed il suo cognome è Pierce: unendo il tutto si ottiene Brittany S. Pierce, la cui fonetica è quasi identica al nome di Britney Spears; la ragazza ha perciò vissuto nell'ombra della cantante pop per tutta la vita.
Will conosce il nuovo fidanzato di Emma, il dentista Carl Howell: tra i due c'è subito un po' di tensione ma Shuester lo invita a parlare della pulizia dei denti ai suoi Glee Kids. Brittany, Rachel ed Artie sono chiamati a fare una visita dentistica nello studio di Howell. I ragazzi ad uno ad uno, quando sono sotto anestesia, hanno delle visioni dove cantano brani di Britney Spears, nei quali è presente la stessa cantante ed ognuno di loro viene ispirato dall'esperienza. Brittany si sente molto più sicura delle sue doti da ballerina ed è d'accordo sul cantare Britney, Artie dice a Finn che è deciso ad entrare nella squadra di football poiché si sente invincibile e Rachel inizia a vestirsi in modo più sexy.
Shuester si mostra ancora irremovibile sul fatto di far cantare brani di Britney ma il dottor Howell gli consiglia di essere più sciolto e meno severo con sé stesso. Will, seguendo il consiglio del dentista, si compra una Chevrolet Corvette per far colpo su Emma e permette ai suoi alunni di cantare una canzone di Britney Spears all'assemblea di inizio anno. Tuttavia comincia a ricredersi dopo uno spiacevole incontro con Terri, la sua ex moglie.
Rachel è contenta che il suo ragazzo non sia più nella squadra di football, ma Finn si sente molto frustrato e vorrebbe tornare ad essere popolare. La Beiste torna sulle sue decisioni: reintegra Finn e prende nella squadra Artie, che è sempre più preoccupato in quanto la connessione tra Tina e Mike sta aumentando. Rachel, ritornata nel frattempo a vestirsi nel suo solito modo, costringe Finn a scegliere tra lei ed il football.
All'assemblea della scuola, il Glee Club si esibisce con un pezzo di Britney, Toxic, riscuotendo un successo enorme. Dopo aver sentito i commenti dei ragazzi della scuola, l'allenatrice suona l'allarme antincendio per sedare il clima di eccitazione venutosi a creare in seguito alla sensuale esibizione.
Will capisce di aver esagerato e ritorna alle sue vecchie abitudini. Rachel si rende conto di non poter forzare Finn a scegliere tra lei e il football perciò i due ritornano insieme.
- Guest star: Britney Spears (se stessa), John Stamos (Dr. Carl Howell), Iqbal Theba (Preside Figgins), Dot-Marie Jones (Shannon Beiste), Josh Sussman (Jacob Ben Israele), Max Adler (Dave Karofsky), James Earl (Azimio), Harry Shum Jr. (Mike Chang).
- Ascolti USA: telespettatori 13.508.000 – share 12%[2]

## Santo panino
- Titolo originale: Grilled Cheesus
- Diretto da: Alfonso Gomez-Rejon
- Scritto da: Brad Falchuk

Finn cuoce un toast e si accorge che la bruciatura forma la faccia di Gesù, allora inizia a pregarlo. Chiede che la sua squadra di football vinca la prima partita e così è. Il ragazzo decide quindi di dedicare un'intera settimana del Glee Club a canzoni religiose. Nel frattempo, il padre di Kurt, Burt, ha un infarto al lavoro ed entra in coma. Kurt si sente a disagio al Glee Club perché non crede in Dio ed è restio alla Chiesa. I suoi amici, tuttavia, cercano di stargli accanto eseguendo il compito della settimana.
Sue non prende bene l'iniziativa di Finn e obbliga il professor Shuester, dopo aver convinto Kurt a schierarsi dalla sua parte, a smettere con le canzoni sulla fede adducendo la motivazione che quella in cui insegna il professore è una scuola pubblica. Dopo poco, Finn prega nuovamente il panino affinché gli lasci toccare il seno di Rachel, la quale colpita dalla recente conversione del suo ragazzo entra con lui in intimità e realizza il suo secondo desiderio. 
All'ospedale, Rachel, Quinn e Mercedes cantano per Burt, ma quando Kurt entra nella stanza, le manda via. Dopodiché, Finn chiede ancora al panino di tornare quarterback e il desiderio si avvera a scapito di Sam che si ferisce ad una spalla. Allora Finn si sente in colpa per ciò che ha desiderato e si "confessa" con la professoressa Pillsbury la quale gli spiega che, sebbene le vie del Signore siano infinite, è molto improbabile che si mostri sotto forma di panino. Finn è sconvolto, il suo credo vacilla.
Nel frattempo, Mercedes convince Kurt ad andare a messa con lei visto che è riuscita a farla dedicare a suo padre. L'amico accetta e quando si reca successivamente dal padre in ospedale ripensa a quando sua madre era morta e all'importanza di avere l'un l'altro. Dopo il suo discorso, però, Burt inizia a muovere le dita nella mano del figlio. Il glee club canta un'ultima canzone sulla fede col benestare di Sue che, dopo una chiacchierata con la sorella, è diventata più indulgente sull'argomento.
- Guest star: Iqbal Theba (Preside Figgins), Romy Rosemont (Carole Hudson), Dot-Marie Jones (Shannon Beiste), Harry Shum Jr. (Mike Chang), Chord Overstreet (Sam Evans), James Earl (Azimio), Brent Jennings (reverendo), Anthony Brandon Wong (dottor Lee).
- Altri interpreti: Adam Kolkin (Kurt Hummel da giovane), Teddy Lane Jr. (allenatore), Sharon Muthu (agopunturista), Al Pugliese (cliente), Robin Trocki (Jean Sylvester).
- Ascolti USA: telespettatori 11.200.000 - share 10%

## Sfida a coppie
- Titolo originale: Duets
- Diretto da: Eric Stolz
- Scritto da: Ian Brennan

### Trama
Schuester annuncia ai ragazzi che Puck è finito in riformatorio per aver tentato di rapinare un bancomat; il Glee ha quindi bisogno di un nuovo membro per riottenere il numero di iscritti necessari per candidarsi alle Regionali. Finn è riuscito a convincere Sam Evans ad entrare nel Glee Club e questi prende il posto di Puck. L'insegnante organizza inoltre una gara di duetti all'interno del Glee Club ed il vincitore riceverà un buono per una cena gratis per due da "Il Bel Grissino". Kurt s'interessa a Sam convinto che il ragazzo sia gay: gli chiede di duettare con lui ed il nuovo membro accetta.
Finn e Rachel cantano insieme e sono convinti di aver la vittoria in pugno. I due temono però che Sam si demoralizzi per la sconfitta e lasci il Glee. Perciò decidono di dare il peggio di loro stessi per far arrivare il ragazzo primo nella competizione. Per agevolare la vittoria di Sam, Finn parla con Kurt cercando di fargli capire che duettare con lui non gioverebbe alla reputazione dell'altro. Kurt si rassegna ed informa Sam che canterà da solo. Tina, dopo essersi accorta che Mike non ha mai cantato perché ha paura di essere stonato e non intende farlo in quella sfida, chiede ad Artie di duettare con lei; ciò ferisce i suoi sentimenti e la respinge.
Santana va a letto con Brittany perché sente la mancanza di Puck e decide, dopo un litigio, che non duetterà con lei ma con Mercedes. Brittany decide quindi di duettare con Artie e per convincerlo è disposta a copulare con lui.
Tina e Mike hanno alcuni problemi di coppia, ma sistemano tutto dopo aver cantato il loro duetto, una canzone che permette a Mike di brillare anche se non eccelle nelle doti musicali quanto gli altri. 
Sam mette gli occhi su Quinn e tenta di conquistarla; la ragazza è però ancora in crisi dopo la gravidanza e decide che prima di tornare con un uomo deve ristabilire la sua reputazione. Quindi Finn e Rachel parlano rispettivamente con Sam e Quinn, cercando di convincerli a duettare; Finn dice a Sam che vincere il duetto potrà farlo spiccare nel Glee Club, e Rachel convince Quinn dicendole che duettare con Sam potrebbe essere l'unica possibilità per riottenere un po' di reputazione. Sam e Quinn decidono di cantare un duetto assieme.
Finn e Rachel cantano un pezzo non adatto alla situazione per perdere di proposito, Tina e Mike si esibiscono in un pezzo misto di musica e danza che aggira le difficoltà canore di Mike, Santana e Mercedes eseguono una canzone con un forte impatto, Kurt si esibisce da solo facendo insieme la parte dell'uomo e della donna e Sam e Quinn cantano un bellissimo e romantico pezzo. Brittany ed Artie non si esibiscono poiché il ragazzo è indignato dal fatto che la cheerleader abbia calpestato la sua sensibilità portandolo a letto, dato che a causa della sua invalidità non sperava di fare mai sesso nella vita.
Shuester annuncia la vittoria di Sam e Quinn che vanno a cenare a "Il Bel Grissino" e la ragazza accetta di frequentare Sam. Rachel si accorge che Kurt si sente solo e cerca di confortarlo duettando insieme a lui.
- Guest star: Chord Overstreet (Sam Evans), Iqbal Theba (Preside Figgins), James Earl (Azimio), Max Adler (Dave Karofsky), Harry Shum Jr. (Mike Chang).
- Ascolti USA: telespettatori 11.356.000 – share 10%[3]

## The Rocky Horror Glee Show
- Titolo originale: The Rocky Horror Glee Show
- Diretto da: Adam Shankman
- Scritto da: Tim Wollaston (soggetto) e Ryan Murphy (sceneggiatura)

### Trama
Will scopre che ad Emma piace molto il musical "The Rocky Horror Picture Show" e così decide di allestire uno spettacolo per farlo interpretare ai ragazzi del Glee Club.
Finn è preoccupato perché in alcune scene dovrà esibirsi in mutande e non si sente abbastanza prestante. Così, il ragazzo chiede a Sam di aiutarlo ad allenarsi. Grazie all'amico, Finn capisce che l'importante è credere in sé stessi ed essere sicuri del proprio aspetto.
Nel frattempo due responsabili della televisione locale propongono a Sue un Emmy in cambio di un servizio sul musical dei ragazzi; lei, per poter avere informazioni di prima mano, chiede a Will di affidarle una parte. tra Will ed Emma si intromette Carl, chiamato da Sue per interpretare uno dei personaggi: l'uomo cerca però di mettersi in mostra, facendo infuriare Will. Questi decide quindi di togliere Sam dallo spettacolo, sostenendo che la sua parte non è adatta per essere interpretata da un ragazzo.
Alla fine Will scopre che questo musical, invece di far sentire bene i ragazzi, sta creando loro problemi di personalità: decide quindi di continuare la messa in scena non più per la scuola ma per loro.
- Guest star: John Stamos (Dr. Carl Howell), Meat Loaf (Barry Jeffries), Barry Bostwick (Tim Stanwick), Iqbal Theba (Preside Figgins), Chord Overstreet (Sam Evans), Max Adler (Dave Karofsky), James Earl (Azimio), Bill A. Jones (Rod Remington), Harry Shum Jr. (Mike Chang).
- Ascolti USA: telespettatori 11.764.000 – share 11%[4]

## Il primo bacio
- Titolo originale: Never Been Kissed
- Diretto da: Bradley Buecker
- Scritto da: Brad Falchuk

### Trama
Sam ha problemi nel trovare una distrazione quando è con Quinn, visto che la ragazza gli impone un lungo periodo di astinenza; Finn gli suggerisce di pensare all'allenatrice Beiste in pose "compromettenti" per freddare i bollenti spiriti. Quinn però lo scopre e crede che Sam abbia fantasie sull'allenatrice. Per questo si rivolge a Sue Sylvester, che le consiglia di fare una scenata a Sam davanti a tutta la scuola.
Sam riferisce questo metodo a Mike che lo dice a Tina e lei lo prova ma, come Sam, durante le effusioni mormora il nome della donna. Mike si ingelosisce e minaccia l'allenatrice Beiste. La donna chiede quindi a Will il motivo per cui i suoi ragazzi si stanno scagliando contro di lei. Il professore inizialmente vorrebbe tenere nascosta la verità, perché sa che se la Beiste venisse a conoscenza del fatto che i ragazzi usano la sua immagine per "farsi una doccia fredda" ne resterebbe turbata. Alla fine però l'insegnante si vede costretto a svelare l'accaduto e la donna è talmente demoralizzata che rassegna le dimissioni. Will, che si sente particolarmente dispiaciuto per la decisione dell'allenatrice, tenta di convincerla a restare e, quando la donna le confessa di non essere mai stata baciata da un uomo, il professore la bacia facendola sentire meglio. La invita inoltre a partecipare ad un'esibizione dei ragazzi dedicata a lei per farsi perdonare.
Intanto Kurt viene perseguitato da Dave Karofsky. Siccome non si sente accettato in tutta la scuola e si sente discriminato persino all'interno del Glee decide di andare a fare "spionaggio" nella scuola maschile Dalton Academy, dove c'è un Glee Club che sarà il rivale delle "Nuove Direzioni" alle future provinciali. Lì incontra Blaine, anche lui gay dichiarato, che gli fa capire che dovrebbe affrontare i bulli che lo perseguitano. Kurt segue il suo consiglio, affronta Karofsky negli spogliatoi ma quest'ultimo, inaspettatamente, lo bacia.
Puck è tornato dal riformatorio, da cui è stato rilasciato perché ha promesso che si sarebbe preso cura di Artie come servizio socialmente utile. Insieme portano a cena Santana e Brittany ma Puck si arrabbia con Artie perché paga il conto, invece di scappare. Alla fine stringono un patto: Puck andrà a raccogliere la spazzatura ed Artie lo aiuterà in geometria. Kurt e Blaine cercano di convincere Karofsky a fare coming out ma lui non li ascolta. Intanto i ragazzi chiedono scusa all'allenatrice Beiste, cantandole un medley tra "Stop! In the name of love" e "Free your Mind".
- Guest star: Iqbal Theba (preside Figgins), Dot-Marie Jones (Shannon Beiste), Chord Overstreet (Sam Evans), Darren Criss (Blaine Anderson), Michael Hyatt (Joan Martin), Max Adler (Dave Karofsky), Josh Sussman (Jacob Ben Israel), Telly Leung (Wes), Harry Shum Jr. (Mike Chang).
- Ascolti USA: telespettatori 10.992.000 – share 10%[5]

## La supplente

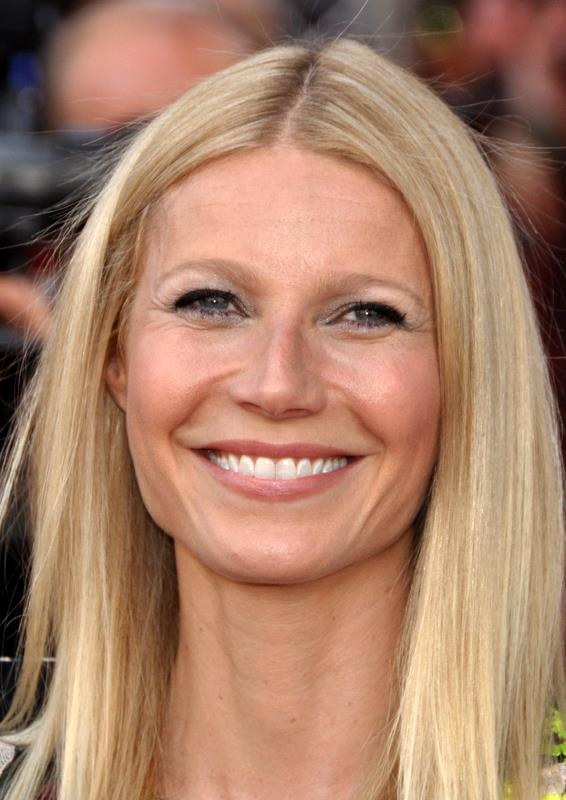
Gwyneth Paltrow interpreta Holly Holliday.

- Titolo originale: The Substitute
- Diretto da: Ryan Murphy
- Scritto da: Ian Brennan

### Trama
Quando Mr. Schuester si ammala una supplente, la signorina Holly Holiday, prende la sua classe di Spagnolo e lo sostituisce alla direzione del Glee club, riuscendo a conquistare l'intero clan delle Nuove Direzioni. L'insegnante, a differenza di Will, sa ascoltare i desideri e le idee dei ragazzi. Questo metterà in pericolo il lavoro di Will dato che Sue, che è riuscita a diventare preside dopo una malattia improvvisa di Figgins (la stessa che ha contagiato Will), vuole assegnare permanentemente a Holly la sua cattedra.
Sue decide che è arrivato il momento di intraprendere una nuova battaglia, per evitare che il potere le venga strappato quando Figgins sarà guarito: la lotta al cibo spazzatura e, di conseguenza, alle crocchette di patate. Mercedes affoga nel cibo la delusione per il vuoto che Blaine, il ragazzo con cui ora Kurt sta stringendo amicizia, ha provocato portandole via Kurt. Kurt da parte sua ce la mette tutta per aiutare Mercedes, presentandole ragazzi stupendi che tuttavia rifiuta; Kurt, dal canto suo, pare aver ritrovato il sorriso grazie a Blaine, sebbene la minaccia di morte di Karofsky, lo terrorizzi.
Terri, l'ex moglie di Will, lo accudisce contro la sua volontà, cercando di riconquistarlo ma fallisce nell'impresa e viene cacciata da Will.
- Curiosità: ad inizio episodio è stata utilizzata la Sinfonia n. 9 (Dvořák).
- Special guest star: Gwyneth Paltrow (Holly Holliday).
- Guest star: Iqbal Theba (preside Figgins), Dot-Marie Jones (Shannon Beiste), Harry Shum Jr. (Mike Chang), Chord Overstreet (Sam Evans), Max Adler (Dave Karofsky), Darren Criss (Blaine Anderson), Lindsey Sims-Lewis (Cameo).
- Altri interpreti: Loanne Bishop (cameriera), Ashley Fink (Lauren Zizes), Ryan Heinke (Brett), Lauren Potter (Becky Jackson), Alexys Alonzo (Santana bambina), Lauren Boles (Rachel bambina), Loryn Shay Charbonnier (Brittany bambina), Jada Harris (Mercedes bambina), Evan Kishiyama (Mike bambino), Matthew Lepper (Puck bambino).
- Ascolti USA: telespettatori 11.700.000 – share 11%[6]

## Furt
- Titolo originale: Furt
- Diretto da: Carol Banker
- Scritto da: Ryan Murphy

### Trama
Carole (la madre di Finn) e Burt (il padre di Kurt) annunciano ai figli la loro intenzione di sposarsi e lasciano a Kurt l'organizzazione del matrimonio mentre Finn non sembra gradire molto la cosa. Kurt decide che sarà il Glee Club a cantare alla cerimonia ed i ragazzi cominciano a decidere in quali canzoni esibirsi. Nel frattempo però Kurt è disturbato nel suo compito da Karofsky che lo spaventa sempre più spesso.
Il professor Shuester, dopo aver assistito ad uno scontro tra l'alunno ed il bullo, decide di portare Kurt dalla preside Sylvester ma lei sostiene di non poter fare nulla poiché non ci sono prove dell'accaduto. Tutti i ragazzi del Glee sono preoccupati per il comportamento di Karofsky. Rachel organizza una riunione con le ragazze che hanno un fidanzato nella squadra di football per chiedere ai ragazzi di minacciare Karofsky affinché non tocchi più Kurt. Tutti accettano, tranne Finn che teme ripercussioni sulla sua permanenza nella squadra. Sam prende a pugni Karofsky: ne esce con un occhio nero ma diventa l'eroe del Glee club pur non avendo risolto la situazione.
Quando Kurt rivela al padre le azioni di Karofsky e le minacce di morte, Burt si scaglia sul bullo. La preside, venuta a conoscenza della minaccia, espelle immediatamente il giocatore di football.
Durante la cerimonia nuziale, Finn fa un discorso che parla dell'unione tra fratelli instauratasi tra lui e Kurt e si scusa per il suo comportamento; i due ragazzi ballano quindi insieme. Kurt scopre che Karofsky non è stato espulso e quindi il "terrore" non è finito; Carole e Burt gli dicono che hanno intenzione di trasferirlo alla Dalton Academy pagando la retta con i soldi del viaggio di nozze: il ragazzo quindi lascia a malincuore il Glee club del McKinley per unirsi agli Usignoli.
- Guest star: Carol Burnett (Doris Sylvester), Romy Rosemont (Carole Hudson), Dot-Marie Jones (Shannon Beiste), Daniel Roebuck (Paul Karofsky), Chord Overstreet (Sam Evans), Max Adler (Dave Karofsky), Bill A. Jones (Rod Remington), Rich Ceraulo (Reverendo), Jo Anderson (Marsha Dean), Harry Shum Jr. (Mike Chang).
- Ascolti USA: telespettatori 10.407.000 – share 10%[7]

## Nuove direzioni
- Titolo originale: Special Education
- Diretto da: Carol Banker
- Scritto da: Ryan Murphy

### Trama
Le provinciali sono vicine ed il professor Shuester è molto sicuro sulla sua scaletta. Emma però gli rimprovera di essere prevedibile nelle scelte dei pezzi e dei cantanti. Will quindi decide di cambiare i soliti schemi ed annuncia al Glee Club che alle provinciali canteranno Sam e Quinn accompagnati nella coreografia da Mike Chang e Brittany.
Rachel, sconvolta da questa scelta, esprime il suo dissenso e Santana, stanca delle reazioni da "primadonna" della compagna, le rivela di aver fatto sesso con Finn l'anno prima quando Rachel stava con Jesse. La ragazza, sconvolta, si arrabbia con Finn e, per ripicca, cede alle tentazioni di Puck. Il ragazzo però si ferma prima di andare fino in fondo con lei, poiché non vuole tradire Finn per la seconda volta.
Kurt, arrivato alla Dalton ed entrato negli Usignoli, capisce che le cose vanno diversamente: propone subito un brano da cantare ma viene fermato dai membri più anziani che gli dicono che per ora non può prendere decisioni sulle canzoni da cantare ma in compenso deve occuparsi della loro mascotte, un uccellino di nome Pavarotti. Blaine gli suggerisce quindi di tentare un provino per ottenere un assolo alle provinciali. Kurt si rivolge quindi a Rachel che gli consiglia un brano: il provino non va come sperato e non viene preso.
Puck viene incaricato da Shuester di reclutare un nuovo membro per il Glee Club poiché Kurt se ne è andato ed il numero dei ragazzi è tornato nuovamente sotto la soglia limite per l'accesso alla competizione. Il ragazzo fa un appello ai suoi compagni della squadra di football che per tutta risposta lo chiudono in un bagno chimico. Puck viene salvato da Lauren Zizes, una ragazza che a certe condizioni accetta di entrare nel Glee Club.
Tina avvisa Artie di una possibile tresca tra Mike e Brittany, ma alla fine Artie scopre che il motivo per cui Brittany si sentiva in colpa era perché aveva perso il regalo datole da Artie, un “pettine magico” per dare più sicurezza alla bionda in vista dell’imminente esibizione.
Arriva il gran giorno e i ragazzi, dopo aver assistito alle esibizioni dei Nostalgici (un gruppo di vecchietti) e degli Usignoli, si esibiscono. Gli Hipster si piazzano terzi mentre è decretato un pareggio tra le Nuove Direzioni e gli Usignoli che quindi si incontreranno nuovamente alle regionali. Tornati a scuola dopo la vittoria, Shuester mostra il trofeo ad Emma la quale però a sua volta gli mostra un anello al suo dito: lei e il dottor Howell si sono sposati a Las Vegas e questo lascia Will sconvolto. Rachel decide di perdonare Finn ed i due sembrano voler tornare insieme: la ragazza confessa la sua scappatella con Puck e Finn la lascia definitivamente. Rachel, a pezzi, cede l’assolo della settimana (“Dog Days Are Over”) a Tina e Mercedes.
- Special guest star: John Stamos (Dott. Carl Howell).
- Guest star: Chord Overstreet (Sam Evans), Darren Criss (Blaine Anderson), Mike Hagerty (Pete Sosnowski), Max Adler (Karofsky), James Earl (Azimio), Ashley Fink (Lauren Zises), Harry Shum Jr. (Mike Chang).
- Ascolti USA: telespettatori 11.681.000 – share 11%[8]

## Buon Natale
- Titolo originale: A Very Glee Christmas
- Diretto da: Alfonso Gomez-Rejon
- Scritto da: Ian Brennan

### Trama
Will pensa di passare da solo il Natale, soprattutto a causa di Emma e Carl; l'allenatrice Beiste propone di fare il "Babbo Natale segreto", un gioco in cui ognuno degli insegnanti deve estrarre il nome di un collega e fare a questi un regalo. Will pesca il nome di Sue.
Artie e Brittany stanno addobbando i loro armadietti ed Artie scopre che Brittany crede ancora a Babbo Natale. I ragazzi del Glee addobbano tutti insieme un albero trovato da Finn con le cose rubate da Santana dalla casa di un uomo arrestato e mettono sotto l'albero scatole regalo rubate da Puck da una vetrina. Will lo scopre e li sgrida, facendo restituire loro tutto e comprando un nuovo albero di Natale; dice loro che raccoglieranno soldi per aiutare i bambini senza casa di McKinney-Vento, andando a cantare di classe in classe. La loro performance non piace agli studenti, che li insultano e li sbattono fuori dall'aula, tirandogli delle cose.
Artie avverte tutti che Brittany crede ancora a Babbo Natale e tutti sono concordi a farglielo credere ancora, così vanno tutti insieme al centro commerciale da Babbo Natale. Si siedono tutti sulle ginocchia dell'uomo, chiedendogli qualcosa: Brittany gli chiede di far camminare Artie.
Rachel cerca di farsi perdonare da Finn, cantandogli una canzone; lui però le dice che non è pronto a perdonarla e se ne va. Intanto Blaine chiede a Kurt di duettare con lui, per provare una canzone che canterà al King's Island Christmas Spectacular; dopo arriva Will, che chiede a Kurt un aiuto per il regalo di Sue.
Il giorno dopo Will, Emma e Beiste scoprono che Sue ha truccato le estrazioni del Babbo Natale segreto inserendo solo bigliettini col proprio nome. Appena esce dal suo studio, Will e Beiste decidono di dare in beneficenza tutti i regali e li portano via dall'ufficio e Will chiama Sue "Grinch".
Artie, Sam e Puck convincono l'allenatrice a travestirsi da Babbo Natale e a parlare a Brittany, convincendola che neppure Babbo Natale può permettere ad Artie di camminare. Sue, nel frattempo, si traveste da Grinch, distrugge tutto quello che trova in sala prove e ruba i regali: Brittany la vede ma crede che sia Babbo Natale che aggiusta una lampadina. Il giorno dopo il Glee trova tutto a pezzi e Rachel convince Finn ad andare a comprare un altro albero; nel negozio Rachel tenta di baciare il ragazzo, che però la respinge e rompe ufficialmente il fidanzamento.
Artie e Brittany tornano a casa di lei perché è triste a causa del fatto che Artie non potrà più camminare, mentre il resto del glee va a cantare in sala professori. Gli insegnanti fanno molte donazioni per i bambini senza casa e quando il glee torna in sala prove vedono Artie che cammina grazie a una macchina compratagli dalla Beiste. Sue capisce che il Natale non è fatto solo di regali, e decide di fare una sorpresa a Will con tutto il Glee Club: gli addobbano la casa e passano la vigilia tutti insieme.
- Guest star: Chord Overstreet (Sam Evans), Dot-Marie Jones (Shannon Beiste), Jernard Burks (Mall Santa), Iqbal Theba (Preside Figgins), Darren Criss (Blaine Andreson), Max Adler (Dave Karofsky), Ashley Fink (Lauren Zises), James Earl (Azimio), Harry Shum Jr. (Mike Chang).
- Ascolti USA: telespettatori 11.068.000 – share 10%[9]

## Gioco di squadra
- Titolo originale: The Sue Sylvester Shuffle
- Diretto da: Brad Falchuk
- Scritto da: Ian Brennan

### Trama
Sue si sente annoiata dal lavoro dei Cheerios e così, vedendo un cartone animato, decide di usare un cannone per rendere ancora più spettacolare l'esibizione alle gare regionali. Nel frattempo la rivalità tra i giocatori di football ed il Glee Club aumenta tanto da spingere Will e la Beistie a prendere provvedimenti: per un'intera settimana la squadra di football farà le prove con i ragazzi del Glee.
Nel frattempo Sue mostra ai Cheerios il cannone e chiede a Brittany di fare la donna cannone: la ragazza ha paura e rifiuta. Quinn riferisce l'accaduto a Will che a sua volta si rivolge a Figgins, sottolineando che è necessario avere il consenso scritto di Brittany per poterla lanciare con il cannone. Sue è molto arrabbiata e fa spostare le regionali dei Cheerios nel giorno della finale di Football: le cheerleader dovranno quindi decidere se partecipare alle regionali o esibirsi durante la partita. I giocatori di football affermano di non voler fare lo spettacolo di metà partita così la Bestie li caccia tutti; nella squadra restano solo quelli del Glee.
Intanto gli usignoli si sentono preparatissimi, cantando Bills Bills Bills che vede Blaine come talentuoso solista.
Rachel e Mercedes si incontrano con Kurt e Blaine e spiegano loro cosa è successo: Blaine consiglia loro di entrare a far parte della squadra così ci saranno abbastanza giocatori per disputare la partita. Durante l'incontro Tina si fa male, Finn convince Quinn, Santana e Brittany a fare lo spettacolo e Puck riesce a far tornare sui loro passi i giocatori di football che accettano quindi di tornare sia a giocare che a danzare. L'unico che non accetta di danzare è Karofsky. Quinn, Santana e Brittany sono obbligate a lasciare i Cheerios. All'ultimo Karofsky entra in campo a ballare Thriller e vincono la partita. Finn chiede a Karofsky quando entrerà nel Glee ma lui gli risponde che ha ballato solo per vincere la partita. Quinn, dopo aver visto il comportamento di Finn nelle ultime settimane, lo bacia.
- Guest star: Katie Couric (se stessa), Chord Overstreet (Sam Evans), Iqbal Theba (Preside Figgins), Dot-Marie Jones (Shannon Beiste), Romy Rosemont (Carole Hudson), Darren Criss (Blaine Anderson), Telly Leung (Wes), Max Adler (Dave Karofsky), James Earl (Azimio), Scott Lincoln (l'uomo del cannone), Ashley Fink (Lauren Zises), Harry Shum Jr. (Mike Chang).
- Ascolti USA: telespettatori 26.800.000 – share 25%[10]
- Peculiarità: l'episodio è eccezionalmente stato trasmesso di domenica, in occasione del Super Bowl; L'episodio è stato il primo ad essere trasmesso in Italia (su Fox) 48 ore dopo la messa in onda statunitense, in lingua originale sottotitolato in italiano.

## Stupide canzoni d'amore
- Titolo originale: Silly Love Songs
- Diretto da: Tate Donovan
- Scritto da: Ryan Murphy

### Trama
Will, in occasione di San Valentino, dà il compito di dedicare ad una persona una canzone d'amore. Finn, allestisce una bancarella dei baci per cercare di racimolare denaro per il Glee Club. Puck s'innamora di Lauren e le canterà Fat Bottomed Girls, anche se la ragazza non gradirà l'esibizione. Santana è gelosa e, vedendo che Quinn e Finn si guardano in modo strano, bacia un ragazzo con la mononucleosi e poi bacia Finn alla bancarella attaccandogli la mononucleosi.
Sam, vedendo Quinn e Finn a "distanza di bacio", litiga con lei e le chiede perché non è ancora andata alla bancarella a baciare Finn: così, dopo le prove, in presenza di Sam, la ragazza bacia Finn alla bancarella ed entrambi vedono i "fuochi d'artificio"; Quinn, sussurrandogli all'orecchio, lo invita nell'auditorium il giorno dopo.
Mike e Artie canteranno P.Y.T. (Pretty Young Thing) alle rispettive ragazze. Anche Tina canterà per Mike ma, durante l'esibizione, scoppia in lacrime a causa dell'amore che prova per lui.
Quando Finn si presenta bacia Quinn e le attacca la mononucleosi. I due finiscono in infermeria. Qui Rachel va a trovare Finn che le dice che non l'ama quanto Quinn e allora lei lo lascia. Blaine, che adora San Valentino, chiede a Kurt se gli sembra esagerato cantare una canzone davanti a tutti per una persona che gli piace; Kurt, convinto che Blaine voglia cantare per lui, dice di no e convince gli Usignoli a cantare fuori dalle competizioni o dalla loro sede, cosa che non avevano mai fatto, in un negozio di abbigliamento dove lavora l'interesse amoroso di Blaine. Il ragazzo viene licenziato e se la prende con Blaine chiarendo che tra loro non c'è e non ci sarà mai niente; Blaine deluso comincia ad odiare San Valentino ma viene confortato da Kurt che ammette di provare qualcosa per il ragazzo, che risponde di tenere davvero molto a lui ma teme di rovinare le cose tra loro non essendo molto bravo sul tema "relazioni amorose" ma non esclude che qualcosa più avanti potrebbe succedere. Al termine dell'episodio i membri delle Nuove Direzioni sono invitati da Kurt al Breadsticks dove Gli Usignoli si esibiscono con 'Silly Love Songs'.
- Guest star: Dot-Marie Jones (Shannon Beiste), Chord Overstreet (Sam Evans), Darren Criss (Blaine Anderson), Ashley Fink (Lauren Zizes), Alexander Nifong (Jeremiah), Harry Shum Jr. (Mike Chang).
- Ascolti USA: telespettatori 11.577.000 – share 10%[11]

## Tornare in cima
- Titolo originale: Comeback
- Diretto da: Bradley Buecker
- Scritto da: Ryan Murphy

### Trama
Emma e Will sono preoccupati per Sue che, dopo il fallimento delle Cheerios alle nazionali, minaccia il suicidio. Per tirarle su il morale decidono di farla entrare come ospite nel Glee club: lei accetta e cerca così di distruggere il Glee dall'interno, mettendo Rachel contro Mercedes. Le due ragazze però, durante la loro esibizione, si avvicinano ancora di più. Will porta la Silvester a cantare per i bambini del reparto di oncologia dell'ospedale facendole capire che le disgrazie della vita sono ben altre. Nel frattempo Sam, Mike, Puck ed Artie per riconquistare le rispettive ragazze creano il gruppo "Justin Bieber Experiences" interpretando le sue canzoni e il suo look. Quinn sceglie quindi di restare con Sam dopo la sua esibizione. Finn decide allora di imitare anche lui il look di Justin Bieber, con scarsi risultati. Lauren decide di cantare al Glee per la prima volta chiedendo aiuto a Puck. Rachel paga Brittany per farla vestire come lei con l'intento di far diventare alla moda il suo stile; però il look passa per un'idea di Brittany. Santana convince Sam del tradimento di Quinn e si offre di diventare la sua amante.
Sue decide di esibirsi col gruppo in un vero inno. Alla fine Sam lascia Quinn e si mette con Santana, Sue annuncia di essere il nuovo allenatore degli Aural Intensity e Finn spinge Rachel a scrivere un pezzo originale per le regionali.
- Guest star: Iqbal Theba (Preside Figgins), Chord Overstreet (Sam Evans), Ashley Fink (Lauren Zizes), Charlene Amoia (Infermiera Bailey), Harry Shum Jr. (Mike Chang)
- Ascolti USA: telespettatori 10.525.000 – share 10%[12]

## Per un bicchiere di troppo
- Titolo originale: Blame It on the Alcohol
- Diretto da: Eric Stoltz
- Scritto da: Ian Brennan

### Trama
Il preside Figgins convoca Will nel suo ufficio per parlare della crescente diffusione delle bevande alcoliche tra i ragazzi: esorta quindi il professore a far cantare al Glee club, durante l'assemblea che si terrà nel liceo, canzoni che mostrino che è sbagliato bere.
Rachel cerca di scrivere il suo pezzo originale; Puck scopre che i genitori della ragazza sono partiti per una crociera ed invita quest'ultima a fare una festa a casa sua. Rachel però rifiuta. Finn la raggiunge in aula per ascoltare il suo pezzo e le dice che è privo di emozioni e lei capisce che nella vita non ha mai vissuto davvero; decide quindi di dare la festa, invitando solo i ragazzi del Glee. All'inizio questi ultimi sono un po' titubanti ma poi accettano; intanto Quinn deve fare i conti con la relazione tra Santana e Sam. La festa da Rachel inizia e tra gli invitati ci sono anche Blaine e Kurt; la padrona di casa ha pianificato tutto dicendo che ognuno ha diritto a due consumazioni per evitare di ubriacarsi ma nessuno sembra divertirsi e vogliono andarsene. Alla fine Rachel si lascia convincere da Puck ad aprire il frigo bar ed i ragazzi finiscono per ubriacarsi. Giocando al gioco della bottiglia, Rachel bacia Blaine che resta un po' confuso. Successivamente Blaine resta a dormire da Kurt e vengono sorpresi dal padre di quest'ultimo che rimane un po' turbato; hanno quindi una forte discussione.
Il giorno dopo a scuola sono tutti ancora scossi dalla sbornia ma Will non sembra accorgersene; quest'ultimo intanto si fa convincere dall'allenatore della squadra di football a passare una serata con lei.
Rachel si invaghisce di Blaine, il quale non sembra infastidito dalle attenzioni della ragazza. Blaine accetta quindi di uscire per un appuntamento e, scontrandosi con Kurt, gli rivela di essere confuso e di non essere sicuro di essere gay, ma bisex.
Will dopo la serata con l'allenatrice torna a casa ubriaco e, preso dall'euforia, crede di lasciare un messaggio ad Emma. Il giorno dopo al liceo inizia l'assemblea ed i ragazzi si ubriacano di nuovo; cantano Tik Tok di Kesha e Santana e Brittany finiscono per vomitare e da questa lezione capiscono che non dovranno più bere. Il preside Figgins crede che sia una messa in scena e si congratula con Will. Il messaggio lasciato da Will in realtà non è mai arrivato ad Emma ma a Sue che lo fa sentire pubblicamente a tutti mettendolo in ridicolo. Rachel e Kurt fanno una scommessa sull'orientamento sessuale di Blaine che alla fine si conferma essere gay; Rachel felice torna a casa perché, grazie a questo avvenimento, ha trovato l'ispirazione per scrivere il suo pezzo.
- Guest star: Iqbal Theba (Preside Figgins), Dot-Marie Jones (Shannon Beiste), Chord Overstreet (Sam Evans), Darren Criss (Blaine Anderson), Ashley Fink (Lauren Zises), Lauren Potter (Becky Jackson), Rob Giles (Chitarrista), Harry Shum Jr. (Mike Chang).
- Ascolti USA: telespettatori 10.580.000 – share 10%[13]

## Sexy
- Titolo originale: Sexy
- Diretto da: Ryan Murphy
- Scritto da: Brad Falchuk

### Trama
Emma Pillsbury presiede gli incontri del "club della castità" ai quali ormai partecipano solo Rachel e Quinn. I ragazzi delle Nuove Direzioni sembrano essere molto diseducati sul tema del sesso ed in aiuto del professor Schuester arriva l'insegnante Holly Hollyday in qualità di sostituta provvisoria dell'insegnante di salute e benessere. Con l'aiuto del canto, la donna spiega ai ragazzi tutte le nozioni basilari di questo tema così difficile da affrontare.
Mentre Brittany e Santana scoprono di provare sentimenti reciproci, Blaine convince il padre di Kurt ad affrontare con il figlio il tema del sesso. Emma, ritiene invece che la castità sia alla base di un rapporto perfetto. Scoprirà però a sue spese che non sempre questa è utile quando si è adulti e soprattutto sposati: questo le farà capire che prova ancora dei sentimenti per Will e si prenderà una pausa di riflessione con suo marito Carl.
Alla fine, anche Holly e Schuester capiranno di provare sentimenti reciproci. Dopo essersi consultate con Holly e dopo aver cantato una canzone assieme, Santana deciderà di affrontare i sentimenti che prova per Brittany rivelandole il suo amore ma le si spezzerà il cuore quando Brittany le risponderà di non essere pronta a lasciare Artie, nonostante ricambi l'amore per lei. Al club della castità, diretto momentaneamente da Rachel, si sono aggiunti Puck, Lauren, Brittany, Artie e Santana. Durante la riunione Puck noterà un succhiotto sul collo di Quinn la quale nasconderà il fatto che sia stato Finn a farglielo.
- Guest star: Gwyneth Paltrow (Holly Holliday), John Stamos (Carl Howell), Dot-Marie Jones (Shannon Beiste), Chord Overstreet (Sam Evans), Darren Criss (Blaine Anderson), Ashley Fink (Lauren Zizes), Telly Leung (Wes), Harry Shum Jr. (Mike Chang).
- Ascolti USA: telespettatori 11.915.000 – share 11%[14]

## La nostra canzone
- Titolo originale: Original Song
- Diretto da: Bradley Buecker
- Scritto da: Ryan Murphy

### Trama
Durante una riunione degli Usignoli, Kurt si precipita annunciando la morte della loro mascotte, Pavarotti; in suo onore, canta una canzone che fa breccia nel cuore di Blaine che propone al consiglio degli Usignoli di cantare un duetto con Kurt alle regionali, al posto del solito assolo. Durante le prove per le regionali, Blaine rivela a Kurt di essersi innamorato di lui e così i due si baciano.
Alla McKinley Quinn, che vuole tenere sotto stretto controllo Rachel e Finn temendo una loro possibile riconciliazione, finge di essere amica di Rachel appoggiandola nella sua idea di convincere i membri del Glee a cantare canzoni scritte da loro stessi alle regionali. Le due provano a creare una canzone assieme. Durante le prove per comporre il brano, però, Rachel viene a sapere che Quinn e Finn si sono rimessi insieme e se ne va, con un nuovo dolore nel cuore che l'aiuterà a scrivere la sua prima vera canzone: Get it Right.
Dopo un breve preparativo, le varie squadre (Aural Intensity, Nuove Direzioni e gli Usignoli) si dirigono verso le regionali dove ognuna delle tre squadre fa esibizioni spettacolari, le nuove direzioni si esibiscono con Loser like Me.
Vincono le Nuove Direzioni, aggiudicandosi così il diritto di partecipare alle nazionali a New York. Blaine e Kurt sotterrano Pavarotti, per poi andarsene tenendosi mano nella mano. Rachel, dopo essere stata eletta "miglior componente del gruppo alle regionali", fa un discorso molto commovente.
- Guest star: Kathy Griffin (Tammy Jean Albertson), Loretta Devine (Sister Mary Constance), Chord Overstreet (Sam Evans), Darren Criss (Blaine Anderson), Ashley Fink (Lauren Zizes), Bill A. Jones (Rod Remington), Harry Shum Jr. (Mike Chang).
- Ascolti USA: telespettatori 11.146.000 – share 11%[15]

## La notte dei negletti
- Titolo originale: A Night of Neglect
- Diretto da: Carol Banker
- Scritto da: Ian Brennan

### Trama
Il professor Schuester annuncia all'intero Glee club che dovranno pagare il viaggio a New York per le Nazionali con il proprio denaro, in quanto Sue ha reso inutilizzabili i soldi dei Cheerios. Per raccogliere denaro, Will propone ai ragazzi di vendere le caramelle SaltWater nell'intera scuola, caramelle che, secondo il professore, ai tempi del suo Glee club i ragazzi vendevano in quantità industriali.
Nel frattempo, Sue organizza una riunione con tre persone: Dustin Goolsby (allenatore dei Vocal Adrenaline), Sandy Ryerson (ex allenatore del Glee Club della McKinley, licenziato a causa delle sue attenzioni particolari verso gli allievi di sesso maschile) e Terry Schuester (ex-moglie di Will). Sue dà ad ognuno di loro un nome in codice (rispettivamente Sergente splendore, Pugnale rosa e Mellivora) ed insieme fondano la "Lega dello sterminio", il cui unico scopo è distruggere il Glee Club nonché Will Schuester.
Will e Holly fanno una cenetta romantica a base di pizza; mentre parlano, Holly propone a Will di organizzare una raccolta di beneficenza chiamata "Notte della Rivalsa", che porterà soldi al Glee Club e sarà un ottimo allenamento in vista delle nazionali. Will è entusiasta di questa proposta e l'indomani mattina la propone a sua volta ai ragazzi, che si rivelano eccitati ed entusiasti. Nel frattempo, la "Lega dello sterminio" cerca di far rompere la relazione tra Holly e Schuester senza ottenere però molto successo. Sue, avendo saputo di questa raccolta di beneficenza "insegna" a tre ragazzi come disturbare al meglio un artista durante le esibizioni; del gruppo di "disturbatori" fa parte anche Sandy Ryerson, che si definisce un esperto in questa "arte".
Sunshine, avendo letto della raccolta di beneficenza su Facebook, si propone per cantare e promette di portare tutti i suoi 600 follower di Twitter alla "Notte della rivalsa". Soltanto Rachel si oppone e, dopo essere stata convinta dal resto del Glee Club, Sunshine fa ufficialmente parte della raccolta di beneficenza.
Lauren fa notare a Mercedes che si fa sempre mettere i piedi in testa e si autonomina sua manager: insieme inizieranno a fare al Glee Club richieste assurde per l'esibizione di Mercedes, degne di J-Lo o Madonna. Rachel cerca di soddisfare ogni sua assurda richiesta e sembra che finalmente siano pronti per la serata.
Giunto il momento della tanto attesa "Notte della Rivalsa" i neo-fidanzati Kurt e Blaine hanno un breve scontro con Dave, il quale verrà cacciato dalla furente Santana per averle buttato in faccia una granita qualche giorno addietro.
Dustin Goolsby riesce a convincere Sunshine e tutti i suoi followers a non recarsi alla serata di beneficenza. La serata è un fiasco: vi sono solo sei persone, delle quali quattro sono i disturbatori mandati in "missione da Sue" che insultano pesantemente Tina, tanto da farla piangere. Dopo essere stata consolata dal suo ragazzo Mike, Will approfitta del momento per mostrare realmente ai ragazzi lo show business: ci saranno sempre persone che criticano ma l'importante è seguire sempre i propri sogni. Durante l'intervallo, però, Holly parla loro e riesce a farli tornare a casa, tranne Sandy, il quale viene convocato da Sue imponendogli di dare il meglio di sé come disturbatore essendo rimasto da solo. Così, egli parte con questi "buoni" propositi, ma quando Mercedes comincia a cantare la sua canzone Sandy viene colpito dritto nel cuore: è infatti una delle sue canzoni preferite.
L'ex allenatore, colpito infatti dall'esibizione di Mercedes, decide di finanziare con i suoi soldi i viaggi del Glee Club.
Holly annuncia a Will il suo prossimo trasferimento a Cleveland. I due si lasciano, anche perché si rendono conto che Will ama ancora Emma.
- Guest star: Gwyneth Paltrow (Holly Holliday), Stephen Tobolowsky (Sandy Ryerson), Charice Pempengco (Sunshine Corazon), Cheyenne Jackson (Dustin Goolsby), Chord Overstreet (Sam Evans), Darren Criss (Blaine Anderson), Ashley Fink (Lauren Zizes), Bill A. Jones (Rod Remington), James Earl (Azimio), Max Adler (Dave Karofsky), Josh Sussman (Jacob Ben Israel), Harry Shum Jr. (Mike Chang).
- Ascolti USA: telespettatori 9.799.000 – share 9%[16]

## Born This Way
- Titolo originale: Born This Way
- Diretto da: Alfonso Gomez-Rejon
- Scritto da: Brad Falchuk

### Trama
Facendo delle prove di ballo Finn colpisce Rachel rompendole il naso. La portano dal medico per una visita; egli le dice che sarebbe meglio un trattamento di chirurgia plastica e lei accetta. I membri del Glee non sono d'accordo con la decisione di Rachel e Will, per far capire ai ragazzi che ognuno di loro è unico e deve accettare i propri difetti, decide di far cantare loro Born This Way, di Lady Gaga, come inno all'accettazione. Nonostante tutto, Rachel è sempre più convinta e si reca dal dottore con Quinn chiedendo un naso come il suo. Alla fine Rachel, dopo aver duettato con Quinn al glee club, si convince a non fare l’operazione, anche grazie a Finn il quale gli dice che è bella così come è.
Kurt torna al glee, perché, su ricatto di Santana che vuole conquistare Brittany diventando reginetta del ballo, Karofsky chiede perdono e ammette le sue colpe, scusandosi con Kurt. Intanto, Will convince Emma ad affrontare i suoi disturbi ossessivo-compulsivi, nonostante per lei sia una sfida persa in partenza.
Tina intanto ha alcuni problemi con i suoi occhi e comincia ad usare lentine colorate per sentirsi più bella. Poiché non ha modelli di ragazze asiatiche da seguire, decide di diventarlo lei stessa e di smettere di farsi problemi sui suoi occhi, riconciliandosi così con Mike, il quale era arrabbiato a causa delle azioni auto-razziste della ragazza.
Nel frattempo Quinn è sempre più decisa a diventare reginetta del ballo come anche Lauren; pertanto inizia uno scontro fra le due, che porta Lauren a scoprire una verità impensabile sulla sua avversaria: Quinn, che si è trasferita alla McKinley High School al primo anno, nella sua vecchia scuola era una ragazza emarginata in quanto brutta e grassa. Lei infatti aveva iniziato a seguire lezioni di danza, si era sottoposta pertanto a una dieta folle oltre che ad un intervento di chirurgia estetica per modificare il naso tanto ammirato da Rachel per poter divenire una ragazza bella, ben voluta da tutti e, finalmente, accettata. Nonostante ciò, la popolarità di Quinn aumenta e Lauren si scusa per il gesto che le ha fatto, riappacificandosi con lei.
- Peculiarità: questo episodio dura 15 minuti in più del normale.
- Guest star: Iqbal Theba (Preside Figgins), Daniel Roebuck (Paul Karofsky), George Wyner (chirurgo plastico), Kathleen Quinlan (Dr. Shane), Chord Overstreet (Sam Evans), Darren Criss (Blaine Anderson), Ashley Fink (Lauren Zizes), Harry Shum Jr. (Mike Chang), James Earl (Azimio), Max Adler (Dave Karofsky), Telly Leung (Wes).
- Ascolti USA: telespettatori 8.616.000 – share 8%[17]

## Pettegolezzi
- Titolo originale: Rumours
- Diretto da: Tim Hunter
- Scritto da: Ryan Murphy

### Trama
Sue Sylvester crea un giornale scolastico dove pubblica pettegolezzi sui membri del glee club e sul professor Will Schuester; Sue, inoltre, contatta April Rhodes, una vecchia amica di Will che è un'attrice di Broadway per cercare di convincerlo, inutilmente, a partire per una tournée con lei.
I vari gossip pubblicati ogni giorno dal giornale scolastico creano tensione all'interno del Glee club, cosicché, Will decide di far cantare ai membri del club canzoni tratte dall'album "Rumours", pettegolezzi, in inglese, registrato da Fleetwood Mac. Artie e Brittany litigano a causa di Santana e si lasciano. Brittany si avvicina molto all'amica, che però non è ancora pronta a fare coming out, deludendo così la prima.
Finn legge, sempre sul giornale scolastico di gossip, che Sam ha una relazione segreta con la sua fidanzata Quinn e quindi decide di appostarsi con Rachel davanti a un motel: i due vedono Kurt che abbraccia Sam, pensando ci fosse una relazione segreta tra i due, e il giorno seguente, sempre davanti al motel, anche Quinn che lo abbraccia.
Il giorno seguente al glee club i quattro (Finn, Rachel, Sam e Quinn) si mettono a discutere; Sam, esasperato, rivela che suo padre ha perso il lavoro e che vive in un motel con la sorellina ed il fratellino poiché hanno dovuto vendere tutto, anche l'amata chitarra di Sam. Rachel e Finn vanno a scusarsi con Sam per aver dato ascolto ai pettegolezzi e gli regalano la sua chitarra che sono riusciti a ricomprare.
- Guest star: Kristin Chenoweth (April Rhodes), Harry Shum Jr. (Mike Chang), Chord Overstreet (Sam Evans), Ashley Fink (Lauren Zizes), James Earl (Azimio), Josh Sussman (Jacob Ben Israel), Lauren Potter (Becky Jackson), Ava Chelsea Ingram (Stacey), Cody Hamilton (Stevie), Cathy Doe (Barista), Connie Ventress (Patron).
- Ascolti USA: telespettatori 8.850.000 – share 8%[18]

## Il ballo
- Titolo originale: Prom Queen
- Diretto da: Eric Stoltz
- Scritto da: Ian Brennan

### Trama
Al McKinley mancano solo 6 giorni al ballo e Kurt chiede a Blaine di andare al ballo insieme: il ragazzo all'inizio è scettico e racconta un drammatico episodio che gli era successo al suo ultimo ballo scolastico ma poi accetta. Quinn e Finn sono in vantaggio per la carica di re e reginetta del ballo; a sorpresa torna Jesse St. James che chiede a Rachel di andare al ballo con lui. Artie e Brittany si sono lasciati ma andranno comunque al ballo, uno per correggere con dell'alcol il punch e l'altra per ballare con i cavalieri delle altre ragazze; Mercedes decide di andare al ballo con Sam. Durante il ballo, Finn e Jesse si picchiano per Rachel, la quale riceve uno schiaffo da Quinn. Viene scelto come re del ballo Dave Karofsky e Kurt come reginetta. Kurt si sente umiliato, ma decide di farsi incoronare lo stesso per dimostrare che non si vergogna di quello che è. Al momento del ballo del re e la regina, Karofsky, non sentendosi pronto a fare coming out, lascia la pista da ballo così Blaine si fa avanti e balla con Kurt sulle note di Dancing Queen cantata da Santana e Mercedes.
- Guest star: Jonathan Groff (Jesse St. James), Harry Shum Jr. (Mike Chang), Chord Overstreet (Sam Evans), Ashley Fink (Lauren Zizes), Iqbal Theba (Principal Figgins), Josh Sussman (Jacob Ben Israel), Lauren Potter (Becky Jackson), Darren Criss (Blaine Anderson), Max Adler (Dave Karofsky), Charlotte Ross (Judy Fabray).
- Ascolti USA: telespettatori 9.294.000 – share 9%[19]

## Dirsi addio
- Titolo originale: Funeral
- Diretto da: Bradley Buecker
- Scritto da: Ryan Murphy

### Trama
Will arruola Jesse come consulente, per aiutare le Nuove Direzioni a preparare una strategia per le Nazionali. Jesse convince Will che la strategia migliore è quella da sempre utilizzata dai Vocal Adrenaline, ovvero incentrare i numeri sul miglior cantante del gruppo; Will decide quindi di indire delle audizioni.
Santana, Rachel, Mercedes e Kurt decidono di prendere parte ai provini, con Shuester e Jesse come giudici; quest'ultimo è molto critico sulle performance di Santana, Mercedes e Kurt ed è dunque estremamente convinto della schiacciante vittoria di Rachel, cosa che causa le ire degli altri tre. Will, però, decide di ignorare il parere di Jesse, ritenendo che la cosa migliore sia che i membri del glee cantino tutti insieme delle canzoni originali.
Sue, intanto è sconvolta dalla morte della sorella Jean, tanto da cacciare Becky fuori dalle Cheerios perché le ricorda sua sorella; permette però a Finn e Kurt di aiutarla ad organizzare il funerale della sorella e raccogliere i suoi oggetti personali. Chiede inoltre al glee club di presenziare ed esibirsi al funerale, convinta che non ci sarà nessuno. Riordinando le cose di Jean, Finn e Kurt scoprono che il suo film preferito era "Willy Wonka e la Fabbrica di cioccolato" e decidono di ispirarsi al film per organizzare il funerale.
Il dolore per la perdita della sorella è lancinante per Sue, tanto da non riuscire a leggere l'elogio funebre e Will ne termina la lettura. Il glee club canta una canzone dal film "Willy Wonka e la Fabbrica di cioccolato" dal titolo "Pure Imagination". La Sylvester confessa a Will che lo ritiene un buon amico e soprattutto che riconosce in lui una qualità che aveva anche la sorella, un cuore puro. Gli riferisce inoltre che non andrà mai più contro il glee: ha deciso di candidarsi come membro del Congresso e per la prima volta gli augura buona fortuna. Chiede poi scusa a Becky, reinserendola nei Cheerios, stavolta come capitano.
Nel frattempo, Finn si rende finalmente conto di essere ancora innamorato di Rachel e lascia Quinn. Più tardi la ringrazia di non aver detto nulla agli altri membri del glee ma Quinn gli confessa che è restata in silenzio perché non vuole lasciar trapelare i suoi grandi piani per New York, rifiutando di dirgli quali siano. Qualche minuto prima, però Finn nascondendo un fiore dietro la schiena, aveva visto Rachel e Jesse scambiarsi un fugace bacio sul palco.
Terri, l'ex moglie di Will, che all'inizio era in combutta con Sue per distruggere le Nuove Direzioni, regala a Schuester i biglietti aerei per New York per lui e il glee, dicendogli che sono un dono di un funzionario della compagnia aerea. Lo informa inoltre che sta per trasferirsi a Miami per iniziare una nuova vita e una nuova carriera e gli dice addio.
- Guest star: Jonathan Groff (Jesse St. James), Harry Shum Jr. (Mike Chang), Chord Overstreet (Sam Evans), Ashley Fink (Lauren Zizes), Kent Avenido (Howard Bamboo), Kari Coleman (Donna Jackson), Jim Metzler (Prete), Lauren Potter (Becky Jackson).
- Ascolti USA: telespettatori 8.970.000 – share 10%[20]

## New York
- Titolo originale: New York
- Diretto da: Brad Falchuk
- Scritto da: Brad Falchuk

### Trama
Le Nuove Direzioni volano finalmente a New York per partecipare alle Nazionali. Arrivati all'hotel, Will dà l'incarico ai ragazzi di scrivere due canzoni originali da eseguire sul palco. Intanto, si reca a vedere lo spettacolo della sua amica April Rhodes, "CrossRhodes", ed esegue "Still got tonight" sul palco. Un sorvegliante lo ascolta e si complimenta con Schuester per il suo grande talento. Nel frattempo, le Nuove Direzioni sono scosse dalle voci messe in giro dall'allenatore dei Vocal Adrenaline, secondo cui Will ha intenzione di lasciare il glee club per esibirsi a Broadway. Ma Will rassicura i ragazzi: resterà con loro.
Dopo aver passato ore nel cercare di comporre una canzone, Brittany, Artie e Puck riescono solo a comporre "My Cup", una canzone su un bicchiere. Così, cercando l'ispirazione per la loro canzone, il gruppo decide di uscire dall'hotel e visitare New York, cantando un mash-up di "I love New York" e "New York, New York".
Finn, incoraggiato dagli altri ragazzi del glee, chiede a Rachel di uscire a Central Park. I due si ritrovano a mangiare da "Sardi's", dove incontrano Patti LuPone, idolo di Kurt. Al termine dell'appuntamento, Puck, Artie, Sam e Mike fanno una serenata, cantando "Bella Notte". Rachel è disorientata: da un lato vorrebbe tornare con Finn, dall'altro ci sono i suoi sogni e Broadway; dopo aver rifiutato un bacio da Finn, corre via. Dopo la colazione da Tiffany, Rachel e Kurt riescono ad arrivare di soppiatto sul palco di "Wicked" e cantano un duetto di "For Good". Rachel si rende conto che il suo vero amore è Broadway e promette di tornare a New York con Kurt dopo il diploma per studiare.
Alle Nazionali, Rachel incontra nel bagno una nervosa Sunshine Corazon e le chiede scusa per quello che le aveva fatto: farla sentire fuori luogo al McKinley. Ammettendo la sua gelosia per il talento di Sunshine, Rachel pone rimedio ai suoi errori, rassicurando la ragazza, che sale sul palco ed esegue la canzone originale "As Long as you're there".
Appena le Nuove Direzioni salgono sul palco, Rachel confessa il suo amore a Finn, ma è comunque indecisa tra le sue aspirazioni a Broadway e l'amore. Alla fine del loro duetto in "Pretending", la folla che prima applaudiva fragorosamente, cade in silenzio quando Finn e Rachel si baciano. Le Nuove Direzioni concludono la loro performance con "Light up the world". Jesse, al termine della performance, affronta Finn dicendo che quel bacio non è stato professionale e che probabilmente costerà la vittoria a tutta la squadra. Le Nuove Direzioni non riescono ad accedere alla seconda fase, con 10 squadre, classificandosi dodicesime su 50.
Tornato in Ohio, Kurt racconta la sua esperienza newyorkese a Blaine: i due esprimono il loro amore l'un l'altro e alla fine Kurt commenta: "È stato un buon anno per Kurt Hummel". Si scopre inoltre che Sam e Mercedes si frequentano in segreto; Brittany rivela a Santana che l'ama più di quanto non abbia mai amato nessuno. Rachel si vede con Finn e parlano del bacio che si sono scambiati alle Nazionali; Finn le ricorda che ha ancora un anno prima del diploma e di Broadway e la bacia.
Le Nuove Direzioni festeggiano così il raggiungimento del dodicesimo posto alle Nazionali con l'ultimo incontro dell'anno del Glee Club.
- Guest star: Ashley Fink (Lauren Zizes), Jonathan Groff (Jesse St. James), Cheyenne Jackson (Dustin Goolsby), Patti LuPone (Se stessa), Charice Pempengco (Sunshine Corazon), Chord Overstreet (Sam Evans), Harry Shum Jr. (Mike Chang), Darren Criss (Blaine Anderson)
- Altri interpreti: Sue Jean Kim (impiegata), Michael Mandell (Mo), Stacey Sargeant (barista), Don Stephenson (manager dell'hotel).
- Ascolti USA: telespettatori 11.800.000 – share 11%[21]